# افسانه سرا (بالا لاريجان)
افسانه سرا (بالفارسية: افسانه‌سرا) هي قرية تقع في إيران في قسم بالا لاریجان الريفي. يقدر عدد سكانها بـ 0 نسمة بحسب إحصاء 2016.